# Луций Манлий Торкват (консул)
Лу́ций Ма́нлий Торква́т (лат. Lucius Manlius Torquatus; родился не позже 108 — умер между 55 и 50 годами до н. э.) — древнеримский политический деятель из патрицианского рода Манлиев Торкватов, консул 65 года до н. э. Упоминается в источниках в связи с «первым заговором» Катилины.

## Происхождение
Торкват принадлежал к одному из знатнейших патрицианских родов Рима. Манлии занимали высшие должности в республике, начиная с 480 года до н. э., а свой расцвет пережили в IV веке до н. э., первую и вторую трети которого антиковед Фридрих Мюнцер назвал их «героическим веком». Луций Манлий был правнуком консула 165 года до н. э. Тита Манлия Торквата. О его деде, носившем преномен Тит, ничего не известно, а отец, Луций, был квестором около 98 года до н. э. и, по-видимому, умер относительно молодым.

## Биография
Рождение Луция Манлия учёные датируют, исходя из даты его консулата и требований Корнелиева закона, самое позднее 108 годом до н. э. Известно, что Торкват учился вместе с Титом Помпонием Аттиком (родился в 110 году до н. э.) и Гаем Марием Младшим (родился в 109 году до н. э.). В связи с гражданскими войнами 80-х годов до н. э., когда Луций Корнелий Сулла разгромил марианскую партию, в источниках упоминается целый ряд Манлиев, сражавшихся на стороне Суллы. Это были, помимо прочих, проквестор Луций Манлий (в промежутке между 84 и 81 годами до н. э. он ведал чеканкой монеты в Греции), ещё один носитель того же имени, бывший в 78 году до н. э. проконсулом Нарбонской Галлии и потерпевший поражение от Квинта Сертория, и некто Торкват, который был рядом с Суллой в день битвы у Коллинских ворот в ноябре 82 года до н. э. Существует предположение, что консул 65 года до н. э. может быть отождествлён с первым и третьим; впрочем, есть и альтернативное мнение, что проквестор позже стал наместником Нарбонской Галлии и что это совсем другой Манлий.
В любом случае о существенной части политической карьеры Торквата нельзя сказать что-либо определённое. В соответствии с Корнелиевым законом Луций Манлий должен был не позже 68 года до н. э. занимать должность претора, а найденная в Милете греческая надпись позволяет предположить, что после претуры он был наместником провинции Азия (вероятно, в 67 году до н. э.). В этом случае Манлий Торкват, легат, действовавший в 67 году против пиратов у побережья Испании, — другой человек.
В 66 году до н. э. Луций Манлий выдвинул свою кандидатуру в консулы на следующий год. Он проиграл выборы Публию Корнелию Сулле, но тут же вместе со своим товарищем по несчастью Луцием Аврелием Коттой обвинил Суллу и второго победителя, Публия Автрония Пета, в подкупе избирателей. Суд признал обвинение справедливым и лишил консулов-десигнатов должности и права продолжать политическую деятельность. Были проведены повторные выборы, на которых победу одержали Торкват и Котта. Источники связывают с этими событиями возникновение «первого заговора Катилины», в котором участвовали Луций Сергий Катилина, Сулла, Пет, а также, по некоторым данным, Марк Лициний Красс и Гай Юлий Цезарь. Заговорщики планировали в январские календы 65 года до н. э. убить Торквата и Котту и захватить власть, но об их планах стало известно, и сенат предоставил консулам охрану. Многие исследователи считают эту историю всего лишь пропагандистским мифом, разработанным врагами Цезаря.
После консулата Торкват был наместником Македонии. В 63 году до н. э. сенат по предложению одного из тогдашних консулов Марка Туллия Цицерона провозгласил Луция Манлия императором за его военные успехи. В конце того же года Торкват, несмотря на болезнь, участвовал в сенатских обсуждениях судьбы катилинариев. В следующий раз он упоминается в источниках в связи с событиями 58 года до н. э.: тогда Луций безуспешно просил Гнея Помпея Великого и консула Луция Кальпурния Пизона Цезонина спасти Цицерона от изгнания. В 55 году до н. э. Торкват призвал к ответу в сенате всё того же Пизона в связи с его наместничеством в Македонии. По-видимому, вскоре после этого он умер; во всяком случае, к концу 50 года до н. э. Луций Манлий точно был мёртв.

## Интеллектуальные занятия
Цицерон называет Торквата в своём трактате «Брут» в числе видных ораторов. По его словам, Луций Манлий «владел изящным слогом, здравым смыслом и настоящей столичной изысканностью».

## Семья
Луций Манлий был женат на знатной уроженке города Аускул, что в Пицене на севере Италии. Родившийся в этом браке сын был претором в 49 году до н. э. Если к тому моменту он достиг необходимого для этой должности возрастного минимума в 40 лет, то его родители должны были пожениться не позже 90 года до н. э. Но существует также вероятность, что этот брак был заключён в 89 году до н. э. — сразу после того, как Аускул был взят римской армией во время Союзнической войны.